# 江西行政长官列表
下表列出江西省历任行政长官：

## 中華民國

### 民政长
- 汪瑞闿（赵从蕃署、贺国昌护）
- 李纯
- 戚扬

### 巡按使
- 戚扬

### 省长
- 戚扬
- 赵从蕃
- 杨庆鋆（何刚德护）
- 李实忱（暂代）
- 谢远涵（何刚德护）
- 李廷玉（蔡成勋任命）
- 蔡成勋（自兼）
- 徐元诰（陶家瑶署）
- 蔡成勋
- 胡思义
- 文群（方本仁任命）
- 李定魁
- 杨如轩

## 中華民國
- 江西临时政治会议委员（12人）
  - 朱培德（代主席）、白崇禧、程潜、李宗仁、鲁涤平、李富春、林祖涵、熊式辉、张国焘、李仲公、张定璠
- 江西政务委员会委员（11人）
  - 陈公博（主席，未到任）、姜济寰（代主席）、萧炳章、朱克靖、李富春、邓维贤、林祖涵、平？、刘？、俞飞鹏？、王枕心？
- 江西财政委员会主任：俞飞鹏
- 江西省政府主席
  - 李烈钧（1927年）
  - 朱培德（1927年2月 - 1929年）
  - 鲁涤平（1929年 - 1931年）
  - 熊式辉（1931年12月 - 1937年10月）
  - 劉體（代理，1937年10月 - 1942年）
  - 曹浩森（1942年 - 1946年7月）
  - 王陵基（1946年7月 - 1948年4月）
  - 胡家凤（1948年4月 - 1949年1月）
  - 方天（1949年1月 - 11月）

## 汪精卫政权
- 江西省政府主席
  - 萧淑宇（未到任）
  - 邓祖禹
  - 高冠吾
  - 黄子强
  - 罗君强

## 中华苏维埃共和国
- 江西省苏维埃政府主席：曾山

## 中华人民共和国
| 姓名   | 籍贯     | 在任时间               | 曾任最高职务                                  | 备注                                                              |
| ------ | -------- | ---------------------- | --------------------------------------------- | ----------------------------------------------------------------- |
| 陈正人 | 江西遂川 | 1949年5月-1952年11月   | 江西省委第一任书记                            |                                                                   |
| 邵式平 | 江西弋阳 | 1949年6月－1965年9月   | 江西省省长                                    | 1955年2月以前称省人民政府主席 1965年3月24日在南昌逝世             |
| 方志纯 | 江西弋阳 | 1965年9月－1968年1月   | 中共中央顾问委员会委员                        | 1993年7月31日在南昌逝世                                           |
| 程世清 | 河南新县 | 1968年1月－1972年4月   | 中共江西省委第一书记                          | 革委会主任 2008年4月29日在南昌逝世                                |
| 佘积德 | 安徽金寨 | 1972年6月－1974年12月  |                                               |                                                                   |
| 江渭清 | 湖南平江 | 1974年12月－1979年12月 | 中共中央顾问委员会委员 中共江西省委第一书记   | 革委会主任 2000年6月16日在南京逝世                                |
| 白栋材 | 河北安平 | 1979年12月－1982年8月  | 中共中央顾问委员会委员 中共江西省委第一书记   |                                                                   |
| 赵增益 | 山西平定 | 1982年8月－1985年6月   | 中共江西省委书记                              | 1993年2月27日在上海逝世                                           |
| 倪献策 | 山东高密 | 1985年7月－1986年10月  | 江西省省长                                    | 1986年10月被罢免省长职务 1987年4月因徇私舞弊罪，被判处有期徒刑2年 |
| 吴官正 | 江西余干 | 1986年10月－1995年4月  | 中共中央政治局常委 中共中央纪律检查委员会书记 |                                                                   |
| 舒圣佑 | 江西玉山 | 1995年4月－2001年4月   | 全国政协常委                                  | 2025年3月17日在南昌逝世                                           |
| 黄智权 | 浙江桐乡 | 2001年4月－2006年10月  | 全国人大常委会委员 全国人大环资委副主任委员   |                                                                   |
| 吴新雄 | 江苏江阴 | 2006年10月－2011年5月  | 国家电力监管委员会主席                        |                                                                   |
| 鹿心社 | 山东巨野 | 2011年6月－2016年7月   | 现任全国人大环境与资源保护委员会主任          | 曾任中共广西壮族自治区党委书记                                    |
| 刘 奇  | 山東沂水 | 2016年7月－2018年8月   | 现任全国人大常委会秘书长                      | 曾任中共江西省委书记                                              |
| 易炼红 | 湖南涟源 | 2018年8月－2021年10月  | 现任全国人大财政经济委员会副主任              | 曾任中共浙江省委书记                                              |
| 叶建春 | 福建周宁 | 2021年10月－           | 现任江西省省长                                |                                                                   |